# Der Anwalt des Teufels (Roman, 1952)
Der Anwalt des Teufels (engl. Original: The devil's advocate) ist ein dystopischer Roman der Autorin Taylor Caldwell. Er erschien im Original 1952 und wurde 1979 von Gretl Friedmann ins Deutsche übersetzt.

## Handlungszusammenfassung
Anmerkung: Diese Handlungszusammenfassung basiert auf der deutschen Erstübersetzung. Diese Übertragung enthält merkliche Kürzungen gegenüber dem amerikanischen Original.

### Die Welt
In einem ungenannten Jahr des späten 20. Jahrhunderts: Unter dem Deckmantel eines sozial-liberalen Wohlfahrtsstaats haben Diktatoren die Kontrolle über die Vereinigten Staaten erlangt und das Land in den völligen Ruin getrieben. Vor mehr als 30 Jahren kooptierte diese Diktatur allmählich die Cliquen der Kapitalisten und Funktionäre, die Klasse der staatlich subventionierten Bauern, die Klasse der technischen und kaufmännischen Leiter (TUKL, im Original MASTs), und die Klasse der Lehrer und Professoren. Die Nonkonformisten in diesen Gruppen wurden allmählich liquidiert, sodass nur noch die linientreuen sozialistischen Aktivisten übrigblieben, die an der schleichenden Versklavung des Staatsvolkes arbeiteten und dazu beitrugen, dass nur noch eine Oberschicht (mit Privilegien wie Zugang zu Bildung, qualitativ hochwertigen Konsumgütern, Hausangestellten etc.) und eine Unterschicht (unter Kontrolle von indoktrinierenden Schulen und Massenmedien, arbeitsverpflichtet in Farmen, Industrie und Dienstleistungssektor) übrigblieben. In mehreren Wahlen ermächtigte die Bevölkerung zunehmend dumme Präsidenten. Der gegenwärtige Präsident Slocum wurde vor 15 Jahren durch den Senat auf Lebenszeit gewählt: er gilt in der Oberschicht allgemein als dumm und unter der Kontrolle einer nicht genauer bezeichneten Elite von Farmern, Gewerkschaftlern und Militärs stehend.
Vor ungefähr 30 Jahren wurde das Bekenntnis zu jeglicher Religion wie auch Religionsunterricht illegalisiert. Mindestens 20 Jahre ist es her, dass die Flagge der früheren USA gegen die Flagge der Demokratie von Amerika ausgetauscht wurde (rot mit einem Stern). Weitere bestehende Verbote werden im Romanverlauf zeitlich nicht genauer verortet: Feier- und Sonntage (es gilt eine 7-Tage-Woche mit 12-Stunden-Schichten), subversive Dokumente wie die US-Verfassung und -Unabhängigkeitserklärung (darin verankerte Rechte sind allerdings noch im Bewusstsein der Oberschicht, die sich bei der Wahrung ihrer Rechte auch noch illegalerweise darauf beruft); Weihnachten (ersetzt durch einen Staatsfeiertag mit pompösen Reden und Konsumgütern für die Unterschicht). Das Staatsmotto der Demokratie lautet „Einigkeit, Pflicht, Opfer!“ (Unity, Duty, Sacrifice!)
Das Militär wurde im Sinne der neuen Führung geformt, und insbesondere die Bildungsklasse von Lehrern und Psychologen sorgte dafür, dass alle individuell denkenden jungen Männer in einem Weltkrieg nach dem anderen an der Front verheizt wurden. Dazu gehörte der Dritte Weltkrieg, geführt gegen Russland, welches zwar nicht völlig besiegt, aber zur teilweisen Kapitulation gebracht wurde. Es folgte der Vierte Weltkrieg, geführt gegen eine antiamerikanische Koalition unter den zwei Führungsmächten Großbritannien und Deutschland, welche zuvor noch von amerikanischer Seite zu diesem Zweck aufgerüstet worden waren. Vor zehn Jahren wurden Mexiko und Kanada von der Demokratie annektiert. Zu Beginn des Romans steht die Diktatur am Vorabend des Fünften Weltkriegs, diesmal gegen Südamerika (namentlich Brasilien, Argentinien, Uruguay und Chile, die den Panamakanal bedrohen). Mindestens seit dem Vierten Weltkrieg werden Atomwaffen ganz offen auf den Schlachtfeldern eingesetzt, auch weil die Demokratie offenbar die einzige Nuklearmacht der Welt darstellt.
Innenpolitisch gibt es allerdings Widerstand gegen das Regime: Prominenteste Geheimorganisation im Widerstand ist die Bürgerwehr (im Original: Minutemen), die in kleinen Zellen organisiert ist und in der öffentlichen Wahrnehmung nur durch scheinbar ohnmächtige Terror- und Sabotageaktionen gegen die Demokratie auffällt. Insgeheim jedoch wird die Bürgerwehr allerdings von einem hochkarätigen zwölfköpfigen Gremium geleitet, die meisten davon ehemalige Regimegegner, die ihren Tod bloß vorgetäuscht hatten, aber insgeheim in den Untergrund abgetaucht sind. Wichtigster Vertreter in der Exekutive ist Arthur Carlson, allmächtiger Militärgouverneur (im Original: Chief Magistrate) der Sektion 7 (New York, New Jersey und Pennsylvania), der seine Karriere als Verleger begann und durch seine Propaganda der Verfassung den Todesstoß verlieh. Er ist seit Jahren bekannt als unerbittlichster Unterdrücker des Volkes und gründete die brutale Eliteeinheit Garde (im Original: Picked Guard). Unter dem Vorwand von Notwendigkeiten des Krieges entmachtete er vor drei Jahren die Klasse der Lehrer und Professoren und beraubte sie aller bisherigen Privilegien. Heimlich nutzte Carlson seine Machtstellung, um Identitäten zu fälschen und Bürgerwehr-Soldaten in Leitungsfunktionen der Demokratie zu installieren; auch seine Garde ist maßgeblich von Bürgerwehr-Rekruten durchsetzt. Die weitere Planung der Bürgerwehr sieht vor, auch die restlichen privilegierten Säulen der Demokratie durch übertrieben maßlose Tyrannei zum Einsturz zu bringen.

### Die Handlung
Protagonist des Romans ist Andrew Durant, Jurist und Bürgerwehr-Mitglied katholischer Abstammung. Nach seiner Verhaftung in der Sektion 7 bleiben er und ein einziger Kumpan trotz intensiver Verhörmethoden unkooperativ, während acht andere Mitglieder seiner Zelle nach ihren Geständnissen hingerichtet werden. Die Standhaftigkeit von Durant wird belohnt, indem er vor dem höchsten Gremium der Bürgerwehr in geheimer Sitzung eine neue Tarnidentität und Stellung erhält: Fortan ist er Major Andrew Curtiss, frischernannter Militärbefehlshaber in Pennsylvania, Operationsgebiet Philadelphia und Umgebung. Er soll im Alleingang, als scheinbar fanatischer Anhänger der Demokratie genau wie Carlson, im Sinne der Bürgerwehr agieren und das gesamte Land gegen sich aufbringen. Gefahr droht dabei sowohl von Seiten der Bürgerwehr, die Anschläge gegen das System durchführt, wie auch von Seiten des korrupten Systems selbst, das überall Spitzel und Abhörgeräte unterhält und sogar interne Berichte einer strengen ideologischen Zensur unterwirft. Überraschend findet Andrew Durant jedoch auch allenthalben Unterstützer und Widerstandsgeist. Zusätzliche Hoffnung gibt ihm, dass seine Ehefrau und zwei kleinen Kinder unter einer Tarnidentität irgendwo in Amerika darauf warten, dass er nach seinem Einsatz zu ihnen stößt.
Nach mehr als einem halben Jahr Handlungszeit ist es schließlich soweit: Von der Bürgerwehr koordiniert, beginnt am staatlichen Tag der Demokratie (25. Dezember) eine allgemeine Revolte, die innerhalb weniger Tage die alte Staatsordnung wiederherstellt: Mexiko und Kanada werden erneut unabhängig, die Verfassung der USA tritt wieder in Kraft, neuer Übergangspräsident der Republik wird John Graham, ein ehemaliger US-General aus dem Spitzengremium der Bürgerwehr und Leiter der neuen Verfassungspartei. Der titelgebende „Anwalt des Teufels“, Arthur Carlson, findet jedoch als für alle Zeiten geächteter Despot den Tod. Diese Rolle nahm Caldwell bereits im Vorwort des Romans vorweg.

## Kritiken und Analysen
Die Dystopie des Romans wurde zeitgenössisch als ähnlich düster wie Orwells 1984 bewertet.; beide Fiktionen teilen die Idee eines permanenten Kriegs zur Rechtfertigung des inneren Notstands.
Rückblickende Bewertungen sehen in dem Roman vor allem die tendenziöse politische Schlagseite. Caldwell begann nur wenige Jahre später, Werke im Sinne der dann neu gegründeten John Birch Society zu schreiben; Der Anwalt des Teufels wird in diesem Zusammenhang gesehen. Anhänger von antikommunistischen Strömungen ihrer Zeit sahen die Dystopie als Darstellung ihrer schlimmsten Befürchtungen.
Die Handlung sei bestimmt vom Triumph des menschlichen Geistes, freien Willens und individueller Verantwortung gegenüber den Ideen des Kollektivismus. Weiterhin vermische der Roman ausgewählte Zitate und Schlagworte von Goethe und anderen Autoren mit fantastisch verwickelten Katz-und-Maus-Agentenszenen. Diese wirkten in Summe unglaubwürdig, weil der Widerstand der Bürgerwehr den Staat derartig durchsetzt habe, dass ein Putsch gegen das Regime zu einem früheren Zeitpunkt klar möglich gewesen sei.
Caldwell war zuvor eher als Schreiberin historischer Romane mit klaren Heldenbildern (Frauenliteratur) bekannt geworden; dieser Roman war ihr erstes Werk im Bereich der Science Fiction und griff dabei weit in den politischen Diskurs aus, etwa bei der Bezeichnung des 1933 gewählten Präsidenten als man with a twisted mind. Teil der Zukunftsdystopie sind auch historische Unwahrheiten, so etwa die verschwörerische Bemerkung, dass die USA bereits den Zweiten Weltkrieg von langer Hand geplant hätten.
An zahlreichen Stellen analysieren verschiedene Handlungsfiguren die soziologischen Gegebenheiten innerhalb der Demokratie wie auch zur Zeit ihrer Entstehung in den 1950er Jahren. Damit verbunden ist die Mahnung, dass frühzeitigeres Erkennen der Gefahr und entschlosseneres Handeln die republikanische Staatsverfassung der USA gerettet hätte. Als gefährlich gebrandmarkt werden unter anderem: New Deal, Wohlfahrtsstaat, Antireligiosität, Aufopferung der Freiheit zugunsten von Sicherheit und „liberale“ Indoktrinierung, etwa in der Form akademischer Dekonstruktion gesellschaftlicher Normen oder Kritik an der Verfassung.
Mit ihrer Kritik an der US-Politik der 1930er bis 1950er Jahre bewegte sich Caldwell im gedanklichen Umfeld von Ayn Rand; der Roman wurde auch als Apologetik des McCarthyismus verstanden. An mehreren Stellen des Romans werden Liberalismus, Kommunismus, Faschismus und Totalitarismus  gleichgesetzt und als Gegenpol amerikanischer Werte verstanden.
Caldwells Darstellung im Roman ist es, dass innerhalb des von ihr konstruierten, strukturell gefestigten tyrannischen Regimes kein individuelles Aufbegehren mehr möglich ist. Einzig durch den skrupellosen taktischen Akzelerationismus der Protagonisten als agent provocateurs wird das Unrechtsregime schlussendlich von innen heraus zersetzt und dann durch den sorgfältig orchestrierten aktiven und passiven Widerstand besiegt. Der Öffentlichkeit im Roman werden anschließend die Taten der Systemzersetzer vorenthalten; nur eine kleine Elite innerhalb der Bürgerwehr ist in den Umfang der eigenen Verstrickungen eingeweiht; und dies soll auch so bleiben.

## Ausgaben
- Taylor Caldwell: The Devil's Advocate, 1952.
- Taylor Caldwell: Der Anwalt des Teufels. Deutsche Erstausgabe 1979, Franz Schneekluth-Verlag, München. ISBN 3-453-01582-7.